# ويلبر ن. تايلور
ويلبر ن. تايلور (بالإنجليزية: Wilbur N. Taylor)‏ هو عسكري أمريكي، ولد في 2 ديسمبر 1846 في هامبدين في الولايات المتحدة، وتوفي في 20 نوفمبر 1903 في منيابولس في الولايات المتحدة.